# Parthien

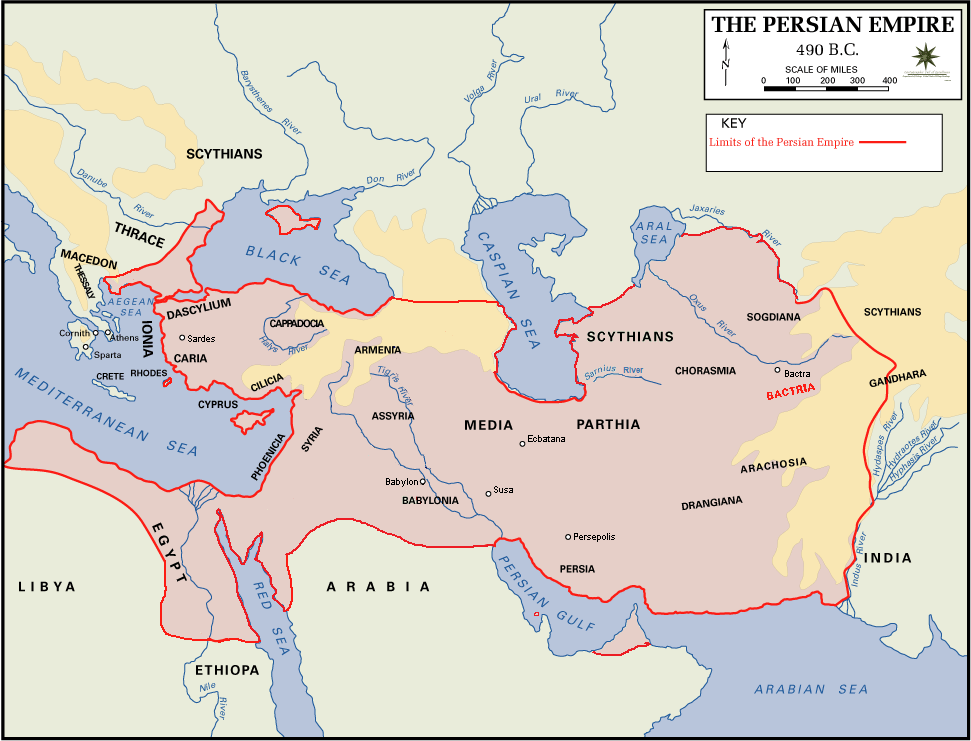
Parthien als Teil des Perserreiches südöstlich des Kaspischen Meeres, 490 v. Chr.

Parthien ist eine antike Landschaft im Norden des heutigen Iran und im Süden des heutigen Turkmenistan. Im Achämenidenreich bildete diese Landschaft mit Hyrkanien eine Doppelsatrapie. Parthien wird zum ersten Mal in der Behistun-Inschrift von Dareios I. genannt. Alexander der Große eroberte diese Provinz des Achämenidenreiches, wonach sie ein Teil des Seleukidenreiches wurde und weiterhin von Satrapen verwaltet wurde. 
Zu einem nicht genauer bestimmten Zeitpunkt wanderten die Parner, ein zu den Skythen gehörender nomadischer Volksstamm, in die Region ein und übernahm den Namen der Provinz. Um 245 v. Chr., als ein gewisser Andragoras die Provinz verwaltete, lösten sich die Parner vom Seleukidenreich und gründeten das Partherreich.

## Parthische Städte
- Asaak (Arschak) in der Landschaft Astauene/Astabene: Die Lage dieser wichtigen Stadt ist nicht genau feststellen.[2]
- Nisa (Mithradatkirt)[2]
- Dara auf dem (Z)Apaortenon[2]
- Hekatompylos[2]
- Merw